# Terrae di Plutone
Segue una lista delle terrae presenti sulla superficie di Plutone. La nomenclatura di Plutone è regolata dall'Unione Astronomica Internazionale; la lista contiene solo formazioni esogeologiche ufficialmente riconosciute da tale istituzione.
Le terrae di Plutone portano i nomi di sonde e missioni spaziali pionieristiche.

## Prospetto
| Terra          | Eponimo | Latitudine | Longitudine | Diametro |
| -------------- | --- | ---------- | ----------- | -------- |
| Hayabusa Terra | Sonda Hayabusa - Sonda giapponese, la prima a raccogliere e riportare sulla Terra materiale di una cometa.                                                                      | 46,07° N   | 229,88° E   | 1115 km  |
| Pioneer Terra  | Programma Pioneer - Programma di esplorazione spaziale statunitense che inviò complessivamente nove sonde tra il 1958 e il 1978.                                                | 56,58° N   | 192,4° E    | 598 km   |
| Vega Terra     | Vega 1 e 2 - Coppia di sonde spaziali sovietiche, le prime a rilasciare un pallone sonda su un altro pianeta, Venere, e a ottenere immagini ravvicinate di un nucleo cometario. | 33,96° N   | 85,49° E    | 1614 km  |
| Venera Terra   | Programma Venera - Programma sovietico per l'esplorazione di Venere che mandò le prime immagini di un altro pianeta e compì il primo atterraggio morbido su un pianeta.         | 56,89° N   | 117,62° E   | 742 km   |
| Viking Terra   | Programma Viking - Programma statunitense per l'esplorazione di Marte che mandò nel 1975 due sonde con lander verso il pianeta.                                                 | 12,34° N   | 150,97° E   | 1171 km  |
| Voyager Terra  | Programma Voyager - Programma statunitense le cui due sonde sono state le prime a raggiungere il sistema solare esterno.                                                        | 60,08° N   | 153,52° E   | 843 km   |